# Досвід (альбом)
Досвід — альбом гурту Vivienne Mort, який вийшов 19 лютого 2018 року. Записаний на студії Revet Sound. Лейбл Квадро Диск Україна.
У 2020 році номінований на Шевченківську премію в категорії «Музичне мистецтво».

## Про альбом
Що стосується колоритної обкладинки платівки, то в її основу було покладено просту дитячу світлини вокалістки Vivienne Mort. З огляду на дивовижну відповідність цього фото і всього музичного наповнення релізу, здається, що вже тоді маленька Дана розпочала готуватися до сьогоднішньої прем'єри. Цікаво, що із самого початку музиканти хотіли помістити на обкладинку фото труни, адже саме її вони вважають найкращим збирачем усього людського досвіду.
|                     | Хочеш, щоб усі навколо любили, були щасливі та вільні – дай їм приклад. Це і буде твій досвід. |
| — Даніела Заюшкіна, |                                                                                                |

## Список пісень
| #     | Назва             | Тривалість |
| ----- | ----------------- | ---------- |
| 1.    | «Екран»           | 1:08       |
| 2.    | «Іній»            | 3:30       |
| 3.    | «Випустити з лап» | 4:09       |
| 4.    | «Вестерн»         | 3:49       |
| 5.    | «Час»             | 3:20       |
| 6.    | «Змія»            | 4:52       |
| 7.    | «Думаю про тебе»  | 3:02       |
| 8.    | «Гало»            | 3:57       |
| 9.    | «Досвід»          | 2:37       |
| 10.   | «Я і так одна»    | 6:06       |
| 37:29 |                   |            |